# محاصره دانتزیگ (۱۶۵۵–۱۶۶۰)
محاصره دانتزیگ میان سالهای ۱۶۵۵ تا ۱۶۶۰ میلادی رخ داد. دلیل آغاز این نبرد، تلاش سوئد برای تصرف شهر دانتزیگ، شهر بندری مهمی در دریای بالتیک، از مشترک‌المنافع لهستان-لیتوانی بود. پس از ۵ سال جنگ، سوئدی‌ها موفق به تصرف دانتزیگ (گدانسک) نشدند.